# Paroy (Doubs)
Paroy település Franciaországban, Doubs megyében. Lakosainak száma 118 fő (2022. január 1.). Paroy Samson, Brères, By, Chay és Ronchaux községekkel határos.

## Népesség
A település népességének változása:
| Lakosok száma | 80   | 93   | 85   | 111  | 121  | 124  | 126  | 124  | 123  | 118  |
|               | 1968 | 1982 | 1990 | 2006 | 2013 | 2015 | 2017 | 2019 | 2020 | 2022 |